# Donald Crisp
Donald Crisp, właśc. George William Crisp (ur. 27 lipca 1882 w Londynie, zm. 25 maja 1974 w Van Nuys) – angielski aktor, reżyser filmowy, scenarzysta i producent, laureat Oscara za drugoplanową rolę w filmie Zielona dolina (1941).

## Filmografia
Aktor:
- 1911: Co zrobić z naszymi staruszkami?
- 1915: Narodziny narodu jako generał Ulysses Grant
- 1919: Złamana lilia jako Battling Burrows
- 1921: The Bonnie Brier Bush jako Lachan Campbell
- 1925: Syn Zorro jako Don Sebastian
- 1926: Czarny pirat jako MacTavish
- 1928: Wiking jako Leif Eriksson
- 1929: Poganin jako Joranson
- 1930: Scotland Yard jako Charles Fox
- 1931: Kick In jako Harvey
- 1932: Kaprys platynowej blondynki jako Guidon
- 1934: Klucz jako Peadar Conlan
- 1935: Bunt na Bounty jako Burkitt
- 1936: Szarża lekkiej brygady jako pułkownik Campbell
- 1937:  Życie Emila Zoli jako pan Labori
- 1938: Patrol bohaterów jako Phipps
- 1938: Siostry jako Tim Hazelton
- 1938: Jezebel – Dzieje grzesznicy jako doktor Livingstone
- 1939: Juarez jako generał Marechal Achille Bazaine
- 1939: Prywatne życie Elżbiety i Essexa jako Francis Bacon
- 1939: Wichrowe wzgórza jako doktor Kenneth
- 1940: Eksperyment doktora Ehrlicha jako minister Althoff
- 1940: Knute Rockne All American jako ojciec John Callahan
- 1940: Orchid, brat gangstera jako Brat Najstarszy
- 1940: Droga do sukcesu jako Scotty MacPherson
- 1940: Sokół morski jako sir John Burleson
- 1941: Shining Victory jako doktor Drewett
- 1941: Doktor Jekyll i pan Hyde jako sir Charles Emery
- 1941: Zielona dolina jako pan Gwilym Morgan
- 1942: The Gay Sisters jako Ralph Pedloch
- 1942: Bitwa o Midway
- 1943: Forever and a Day jako kapitan Martin
- 1943: Lassie wróć jako Sam Carraclough
- 1944: The Adventures of Mark Twain jako J.B. Pond
- 1944: The Uninvited jako komandor Beech
- 1944: Wielka nagroda jako pan Brown
- 1945: Syn Lassie jako Sam Carraclough
- 1945: Dolina decyzji jako William Scott
- 1947: Ramrod jako szeryf Jim Crew
- 1948: Whispering Smith jako Barney Rebstock
- 1948: Hills of Home jako Drumsheugh
- 1949: Wyzwanie dla Lassie jako "Jock" Gray
- 1950: Tytoń! jako Major James Singleton
- 1951: Opowieść z rodzinnych stron jako John MacFarland
- 1954: Niezłomny wiking jako król Aguar
- 1955: The Long Gray Line jako Stary Martin
- 1955: Mściciel z Laramie jako Alec Wagooman
- 1957: Drango jako sędzia Allen
- 1958: The Last Hurrah jako Kardynał
- 1958: Osiodłać wiatr jako Dennis Deneen
- 1959: A Dog Flanders jako Daas
- 1961: Greyfriars Bobby: The True Story of a Dog jako James Brown
- 1963: Góra Spencera jako dziadek Spencer

Reżyser:
- 1917: The Clever Mrs. Carfax
- 1917: The Marcellini Millions
- 1917: Lost in Transit
- 1917: His Sweetheart
- 1918: Believe Me, Xantippe
- 1918: The Way of a Man with a Maid
- 1918: The House of Silence
- 1918: Jules of the Strong Heart
- 1919: Bardzo dobry młody człowiek
- 1919: Venus in the East
- 1919: Putting It Over
- 1919: Under the Top
- 1919: The Poor Boob
- 1919: Love Insurance
- 1921: Appearances
- 1921: The Princess of New York
- 1921: Beside the Bonnie Brier Bush
- 1924: Marynarz na dnie morza
- 1925: Syn Zorro
- 1927: Niczyja wdowa
- 1927: Pieszczotka
- 1927: Man Bait
- 1927: Przygoda brygadjera Gerarda
- 1927: Niczyja wdowa
- 1928: Stand and Deliver
- 1928: The Cop
- 1930: The Runaway Bride

## Nagrody
- Nagroda Akademii Filmowej 1941: Zielona dolina (Najlepszy aktor drugoplanowy)